# レギュラス (ミサイル)

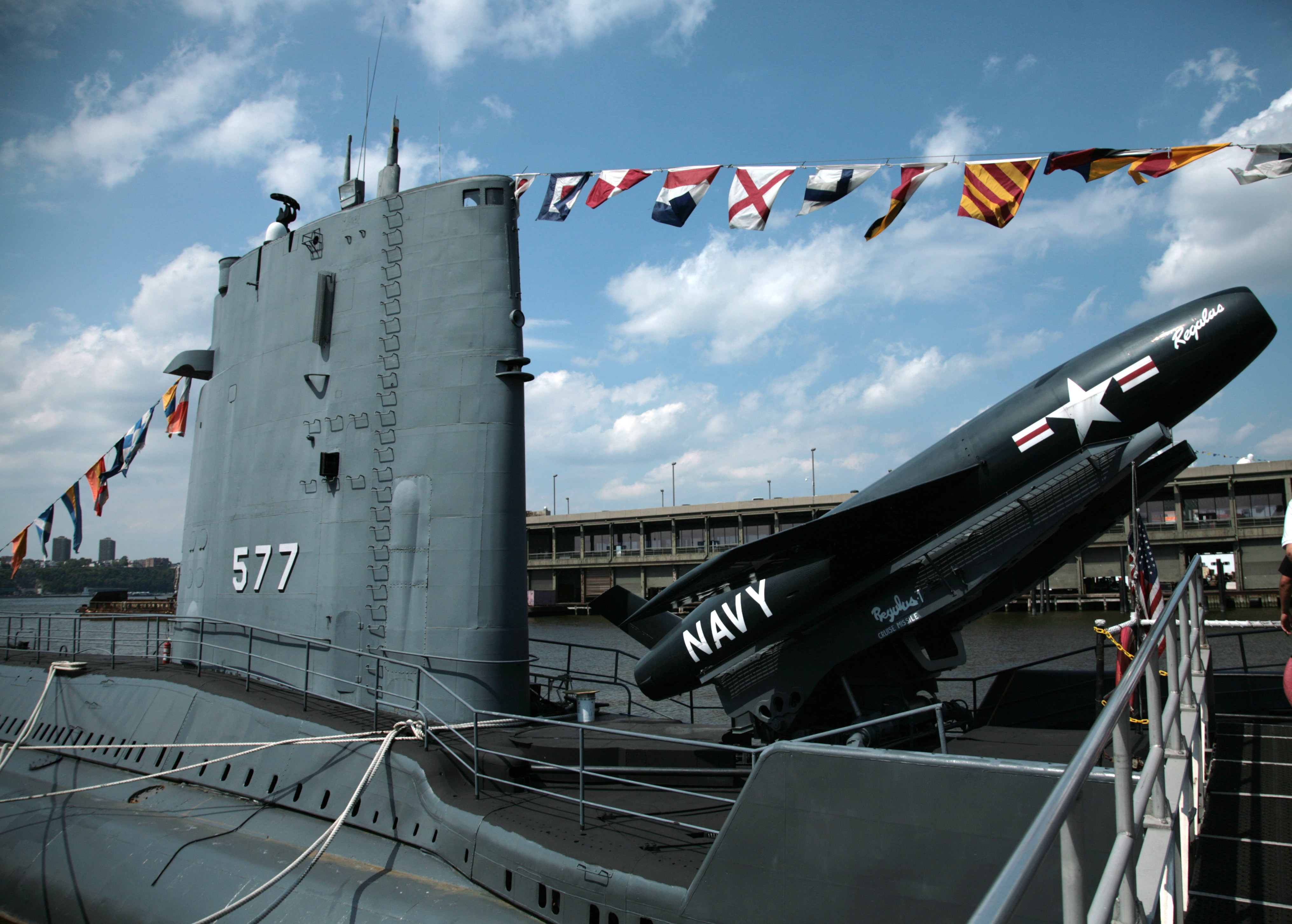
レギュラス

レギュラス (Regulus) は、アメリカ合衆国のヴォート社によって開発されたアメリカ海軍の艦対地巡航ミサイル。アメリカ海軍最初の艦対地ミサイルであるRGM-6 レギュラス (Regulus) と、その後継として開発されていたRGM-15 レギュラスII (Regulus II) の2種類がある。
レギュラスとは獅子座のα星であるレグルス（Regulus：スペルは同一）の英語読み。

## RGM-6 レギュラス
RGM-6 レギュラス はヴォート社によって開発された、アメリカ海軍最初の艦対地ミサイルである。

### 概要
第二次世界大戦後、アメリカ軍はナチス・ドイツのV1飛行爆弾のコピー（JB-2 ルーン）から、その艦対地型（KGW-1 ルーン）を開発した。しかし、所詮はV-1のコピーでしかなく、能力的に不十分だということで、1946年、アメリカ海軍はヴォート社に新型の長距離艦対地巡航ミサイルの開発契約を与えた。それがRGM-6である。
レギュラスは1951年5月に初飛行し、1952年11月には水上艦から、1953年7月には潜水艦「タニー」からの発射に成功し、1954年には実戦配備された。1957年には、14隻の水上艦と、2隻の潜水艦に装備されていたが、1960年には水上艦からは姿を消し、逆にレギュラスを装備する潜水艦は5隻に増えていた。
しかし、ポラリス潜水艦発射弾道ミサイルの完成によって、レギュラスは完全に時代遅れになり、1964年には完全に退役した。全タイプ合わせておよそ500基ほどが生産された。

### 特徴
レギュラスは発射の際に二基の固体燃料ロケットブースターを使った後、アリソンJ33ターボジェットエンジンによって飛行する巡航ミサイルである。誘導方式はラジオ指令誘導。また、戦略兵器として開発されたため、弾頭は核弾頭のみである。
欠点として、発射の際に潜水艦が浮上しなければならないこと、ラジオ指令誘導は電波妨害を受けやすいこと、ミサイル自体の飛翔速度が低速なため、撃墜されやすいことなどがある。

### スペック
- 全長：10.1m
- 直径：1.4m
- 重量：4,670kg
- 最大速度：M1.1
- 射程：925km
- 弾頭：W5核弾頭(40kT),W27核弾頭(2MT)

## RGM-15 レギュラスII

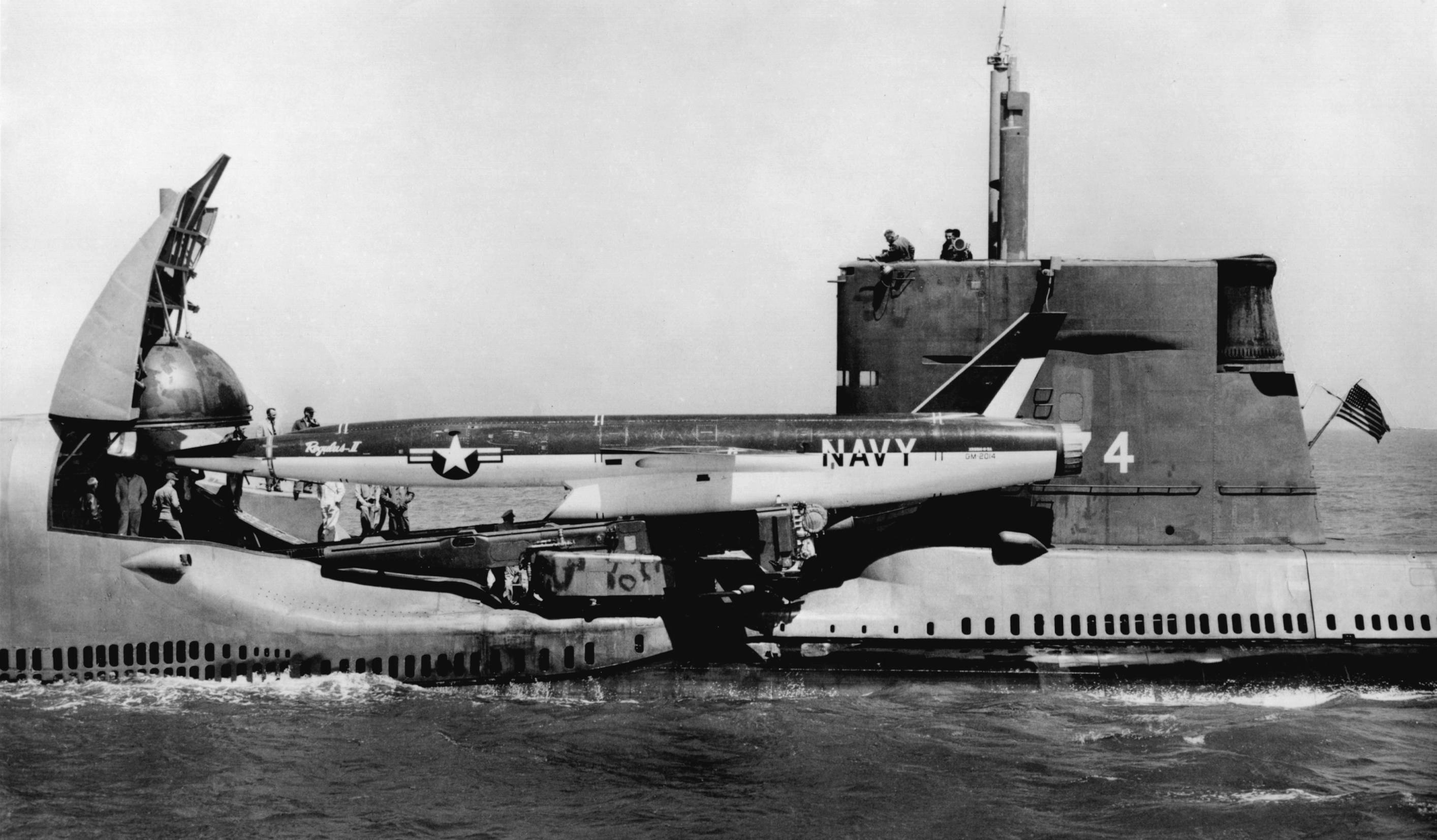
レギュラスII

RGM-15 レギュラスIIはレギュラスの後継として計画された艦対地巡航ミサイルである。1953年にアメリカ海軍がレギュラスと同じくヴォート社に開発契約を与え、1956年に初飛行に成功した。
レギュラスと比べ最高速度（M1.1→M2）、射程（925→1850km）、電波妨害に対する耐性など、あらゆる面で優れていたが、高コストだったことに加え、やはりポラリスミサイルの完成によって時代遅れとなったことから、1958年にキャンセルされた。